# Logo de Google

El logotipo actual de Google, en uso desde el 1 de septiembre de 2015.

Google ha tenido varios logotipos  desde su creación. El logotipo anterior al actual (hasta septiembre de 2015) fue diseñado por la diseñadora Ruth Kedar, basado en el tipo de letra Catull. Para celebrar eventos  señalados, Google cambia su logo oficial por otro, diferente en cada ocasión y alusivo al respectivo evento, a los que denominan doodles.

## Historia del logo de Google
En los inicios de Google, Sergey Brin, fundador de Google junto con Larry Page, creó una versión del logotipo con la ayuda del programa de retoque fotográfico GIMP. El signo de exclamación colocado al final del logotipo fue copiado de Yahoo!.

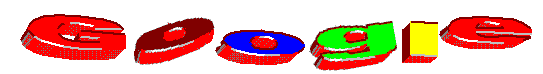
Logotipo original, usado entre el 15 septiembre de 1997 y el 27 septiembre de 1998
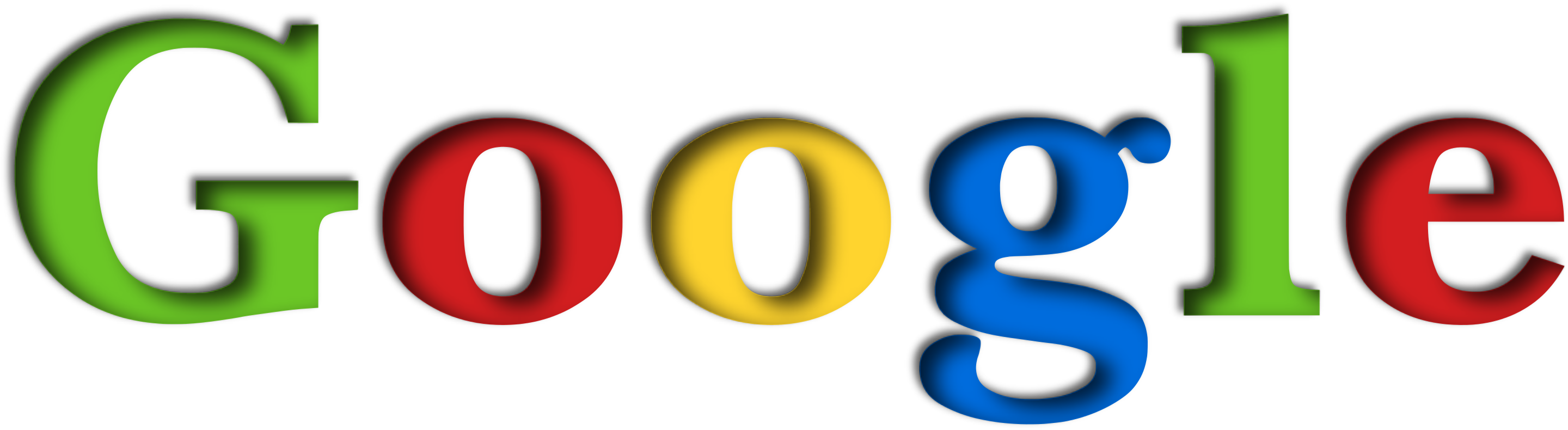
Logotipo usado entre el 28 septiembre y el 29 octubre de 1998.
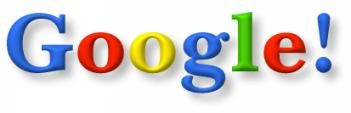
Logotipo usado entre el 30 de octubre de 1998 de 1998 y el 30 de mayo de 1999.
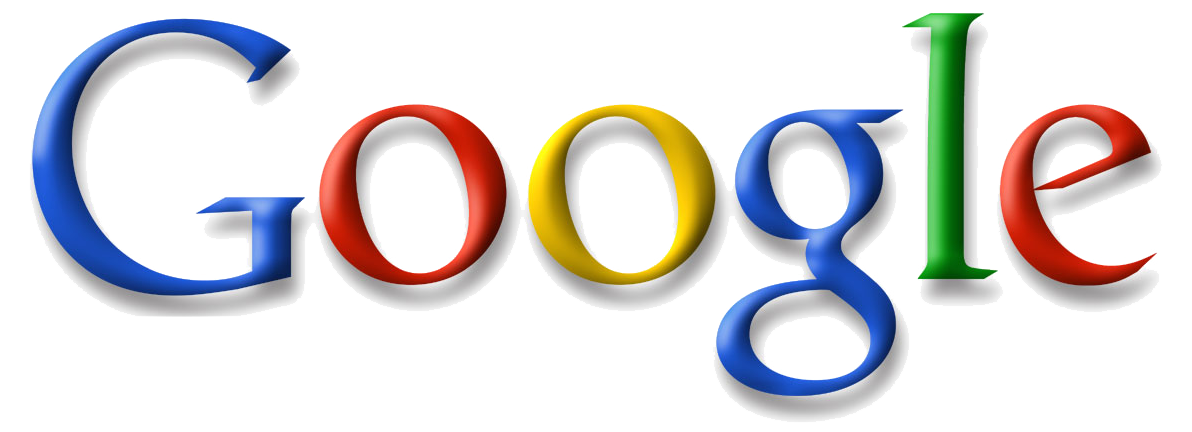
Logotipo usado entre el 31 de mayo de 1999 y el 5 de mayo de 2010.
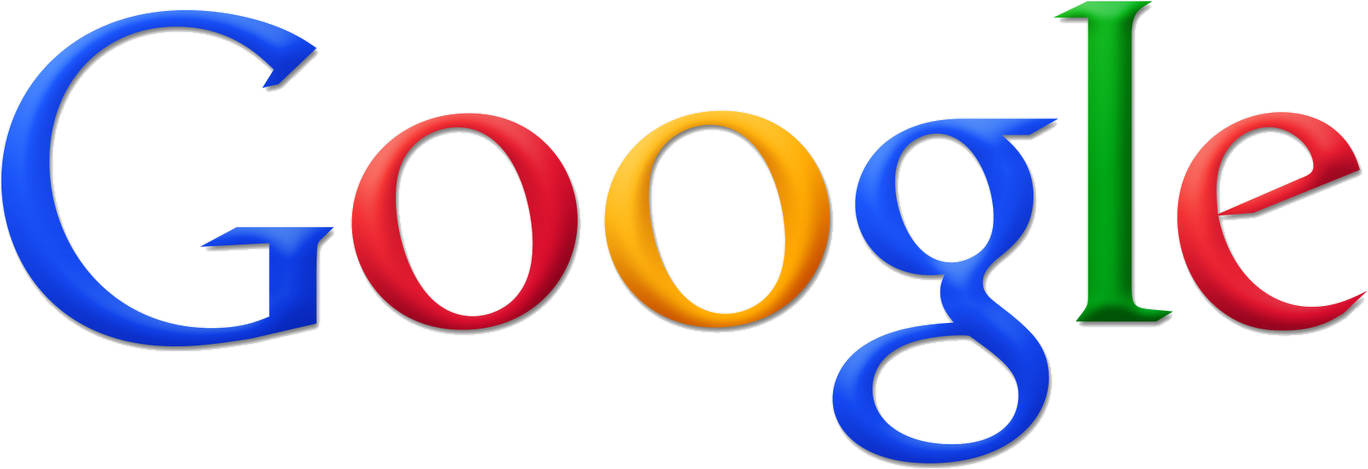
Logotipo usado entre el 6 de mayo de 2010 y 18 de septiembre de 2013.
Logotipo usado entre el 19 de septiembre de 2013 y el 31 de agosto de 2015.
Logotipo usado a partir del 1 de septiembre de 2015.

## Doodle de Google
Se llama así a cada logotipo alternativo al oficial que aparece en la página principal del motor de búsqueda, con la intención de celebrar eventos especiales (grandes acontecimientos, festividades, efemérides sobre científicos, artistas, pioneros). 
El primero que apareció fue “Burning Man”, el 30 de agosto de 1998 (ya antes de la constitución de Google como empresa), y se debió a que los fundadores, Larry y Sergey , estuvieron `trasteando´ con su logotipo corporativo para confirmar su asistencia al festival Burning Man.
Hay quien sostiene que un 2º doodle (beta) apareció 2 meses después (el 29 de octubre de 1998); pero no es admitido por Google.
Tuvieron que pasar casi 2 años hasta que apareció, el 15 de julio de 2000, el 2º doodle reconocido. Para celebrar el Día de la Toma de la Bastilla, Larry y Sergey encargaron al diseñador gráfico Dennis Hwang (actual webmaster de Google, pero en prácticas por entonces) la realización de un logotipo especial. Este segundo doodle fue tan bien recibido por los usuarios que Dennis fue nombrado `doodler´ oficial. 

### Doodle4Google
Google organiza concursos para estudiantes en los cuales cada uno debe crear su propio logo basado en un tema elegido por Google. El ganador tiene derecho a viajar a Googleplex y la inclusión de su logotipo en la página principal de Google por un día.

### Logo incoloro

El logotipo incoloro de Google utilizado para el funeral de George HW Bush el 8 de diciembre de 2018, así como para la muerte de la reina Isabel II el 8 de septiembre de 2022.

Cuando se recuerdan o suceden acontecimientos trágicos Google reemplaza el logotipo clásico por incoloro, frecuentemente por varios días. La primera aparición de este logotipo fue en la página principal de Polonia de Google para recordar el accidente de avión en el que murió el Presidente Lech Kaczyński en abril de 2010. Unos días más tarde, el logotipo fue utilizado en China y Hong Kong para rendir homenaje a las víctimas del terremoto en Qinghai.

### Logo «Particles»
En el 2010, Google, por primera vez creó un doodle estilo partículas. Alusivo a la nueva función de instant launch.

### Logo «Cumpleaños»
Desde 2014, Google, anunció que se les celebra el cumpleaños a los usuarios vinculados con Google+ (proporcionando la fecha de nacimiento en la red social) con un doodle personalizado que impactó a todo el mundo.

## Favicon

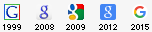
Lista de favicons de Google

El favicon "G" de Google desde el 1 de septiembre de 2015 hasta el 11 de mayo de 2025

El favicon "G" de Google utilizado desde el 12 de mayo de 2025

El favicon de Google es una versión de la «g» mayúscula de su logo oficial, introducido en 2008 y originalmente destinado a ser parte de un conjunto más amplio de iconos desarrollados para mejorar la escalabilidad en dispositivos móviles. La versión actual incluye colores de fondo rojos, verdes, azules y amarillos.
En junio de 2008, Google lanzó un concurso destinado a recibir las presentaciones de favicon, y un diseño realizado por André Resende, un estudiante de pregrado de ciencias de computación de la Universidad de Campinas en Brasil, formó la base del nuevo diseño. Desde el blog oficial de Google: «Su colocación de un 'g' en blanco sobre un fondo de color sólido fue altamente reconocible y atractiva, al tiempo que parece capturar la esencia de Google.»
La fuente tipográfica del logotipo de Google, Catull BQ, fue creada por el diseñador alemán Gustav Jaeger en 1982 para Berthold (un software de tipos de letra, disponibles en el formato Open Type). Catull tiene una sensación caligráfica, con grosores de trazo contrastantes y remates distintivos.
El favicon utilizado del 13 de agosto de 2012 al 31 de agosto de 2015 mostraba la letra pequeña "g" en blanco, centrada sobre un fondo azul claro sólido.
El 1 de septiembre de 2015, se lanzó un nuevo favicon junto con el nuevo diseño del logotipo de ese día, que muestra una letra mayúscula "G" en la fuente hecha a medida para el nuevo logotipo, con segmentos de color rojo, amarillo, verde y azul.
El 12 de mayo de 2025, Google actualizó su logotipo en la app de Google para iPhone y Pixel. El cambio más notable es la nueva paleta de colores, que incluye un degradado entre las secciones de color en lugar de bloques sólidos.